# Manuela Palermi
Manuela Palermi (Roma, 26 novembre 1942) è una giornalista e politica italiana, esponente del Partito Comunista Italiano.

## Biografia
Allo scioglimento del PCI (nel quale militava dall'età di 12 anni), aderisce a Rifondazione Comunista e dirige il quotidiano del partito Liberazione dal 1996 al 1997.
In seguito alla scissione del 1998 aderisce al Partito dei Comunisti Italiani e dal 2006 al 2007 é direttrice di La Rinascita della sinistra, settimanale del neonato partito, incarico che ricomincerà a svolgere dal numero 39 del giornale 2008.
Alle elezioni politiche del 2006 è stata eletta al Senato della Repubblica nella circoscrizione Toscana con la lista Insieme con l'Unione e nominata capogruppo parlamentare del gruppo "Insieme con l'Unione Verdi-Comunisti Italiani", è stata membro della Commissione Difesa.
Alle elezioni politiche del 2008 è ricandidata per il Senato della Repubblica come capolista de La Sinistra l'Arcobaleno nella circoscrizione Toscana, ma non è eletta a causa del mancato superamento della soglia dell'8% su base regionale necessaria per entrare al Senato.
Alle elezioni politiche del 2013 viene candidata alla Camera dei deputati, nella lista Rivoluzione Civile di Antonio Ingroia, che è sostenuta dal PdCI e da altre forze politiche di sinistra, ma non viene eletta a causa del mancato raggiungimento della soglia di sbarramento.
Successivamente viene eletta presidente del Comitato Centrale del PdCI, firmataria dell'appello "per la Ricostruzione del Partito Comunista", nel 2014 è tra i fondatori del Partito Comunista d'Italia, come evoluzione dell'esperienza politica del PdCI. Anche in tale formazione è presidente del Comitato Centrale.
Alle elezioni amministrative del 2016 viene candidata nella lista "Sinistra X Roma" (a sua volta appartata con PCdI), a sostegno della sua candidatura a sindaco di Stefano Fassina, viceministro dell'economia e delle finanze nel governo Letta, che ottiene 124 preferenze senza essere eletta. Nello stesso anno è tra i fondatori del ricostituito Partito Comunista Italiano, di cui è stata, fino al congresso del 2018, presidente del Comitato Centrale.